# SR1 (Taschenrechner)

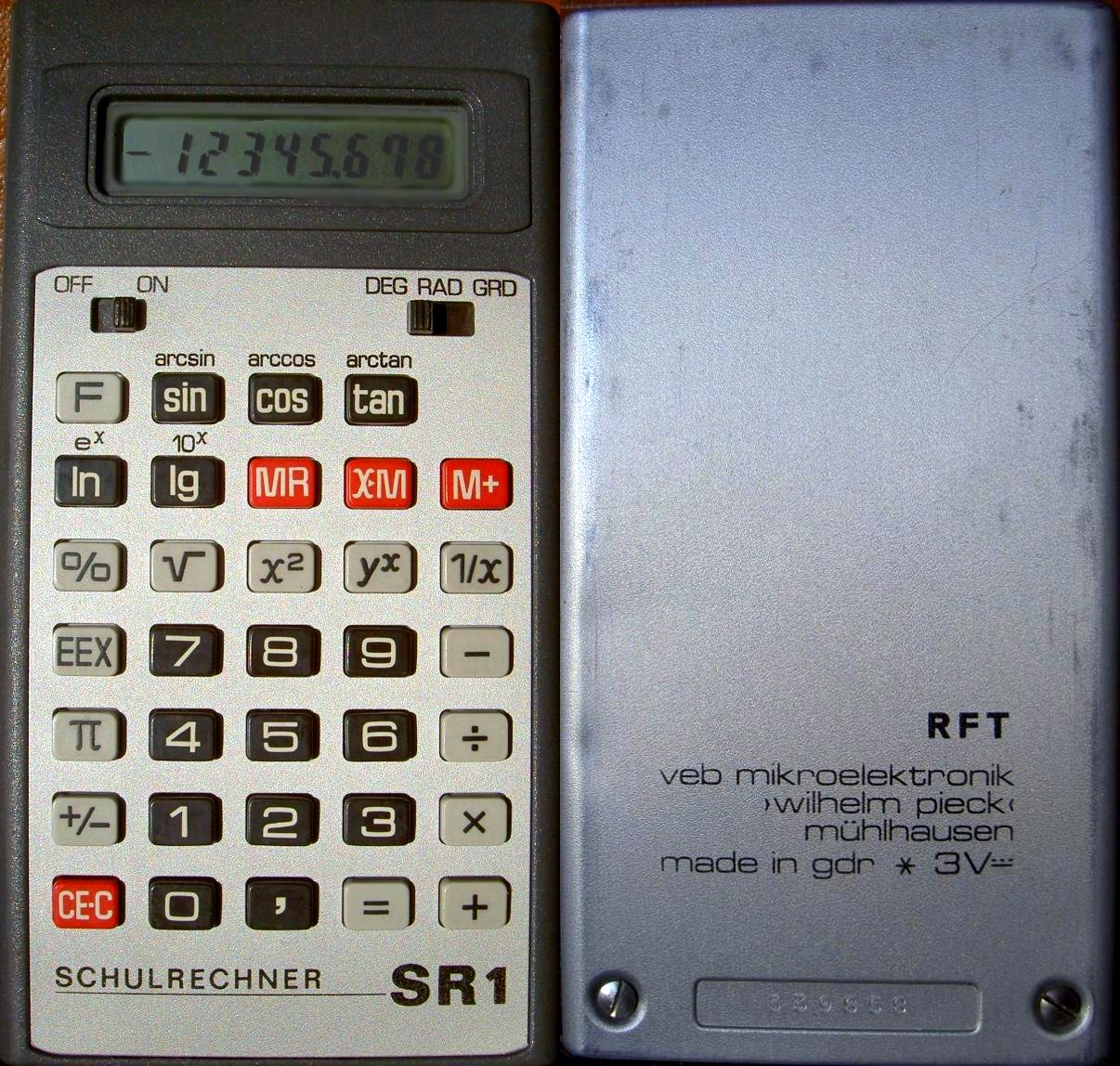
SR1

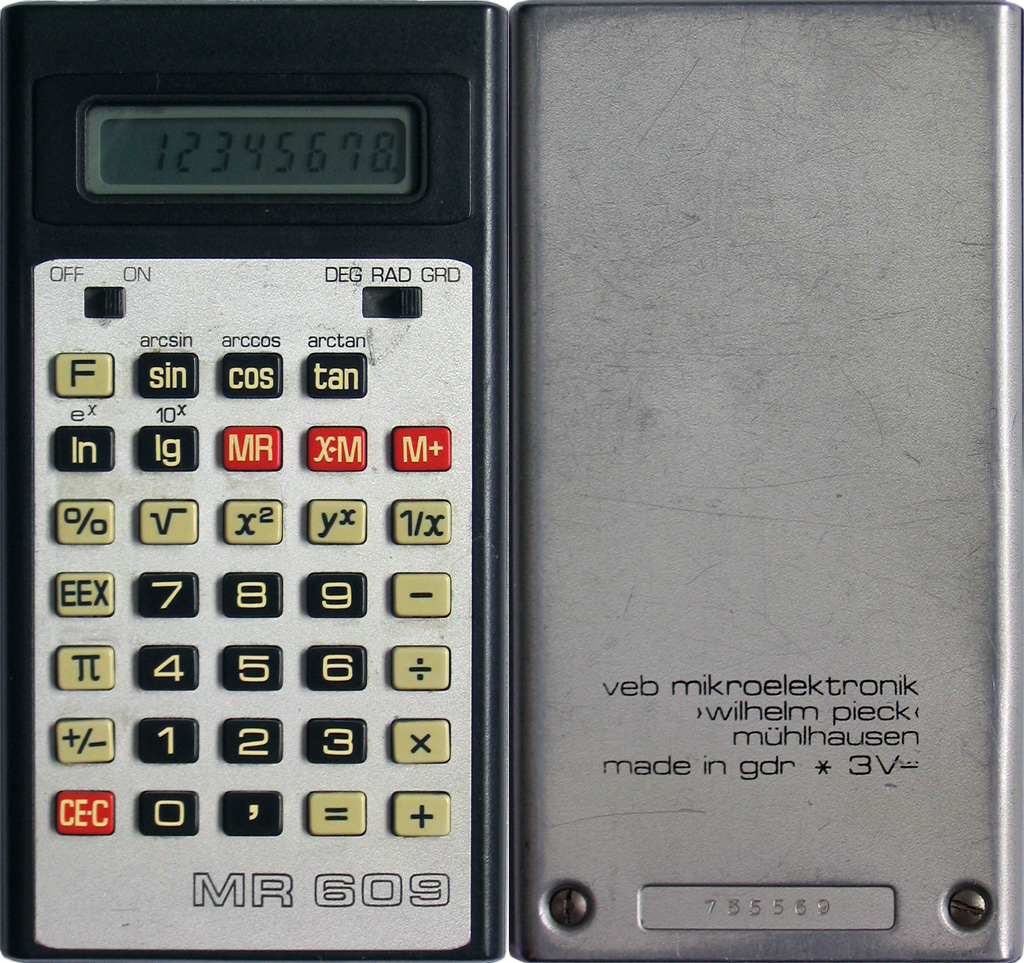
MR609

Der SR1 (Schul-Rechner 1) ist ein Taschenrechner, der in der DDR vom VEB Mikroelektronik „Wilhelm Pieck“ Mühlhausen entwickelt und hergestellt wurde. Der Designentwurf von Gerhard Bieber und Hartmut Vogt stammt aus dem Jahr 1981.
Der SR1 ist ein nichtprogrammierbarer Gleitkomma-Taschenrechner mit Exponentialdarstellung (Taste EEX). Er verwendet Infixnotation mit Vorrangrechnung, bietet keine Klammern und hat keine Statistikfunktionen. Es gibt einen Speicherplatz (Tasten MR, x→M, M+). Spezielle Bruchrechnungsmodi oder komplexe Zahlen sind nicht möglich, die %-Taste teilt durch 100. Die Tasten C und CE sind zusammengefasst zu der (modalen) Taste CE-C, die je nach Funktion einmal oder zweimal zu drücken ist.
Der SR1 wurde in der Erweiterten Oberschule zum Schuljahr 1984/85 sowie in der Polytechnischen Oberschule (von Klasse 7 an) zum Schuljahr 1985/86 eingeführt. Er löste offiziell den bis dahin verwendeten Rechenschieber ab.
Die Mathematiklehrbücher der DDR wurden auf den SR1 abgestimmt. Die Beispiele wurden mit der Symbolik des SR1 abgebildet. Besonderer Wert wurde auf das verstehende Anwenden der manuellen Überschlagsrechnung gelegt. Die Schüler sollten so befähigt werden, die errechneten Werte jederzeit überprüfen zu können.
Der SR1 wurde vom Staat subventioniert und deshalb gegen Vorlage eines Bezugsscheines verkauft. Der Preis betrug 123 Mark. Der baugleiche Rechner MR 609 war 1979 im Handel mit 460 Mark noch wesentlich teurer, der Preis sank bis 1987 auf 155 Mark.
In der  Bundesrepublik Deutschland wurde der MR 609 unter der Marke der MBO Schmidt & Niederleitner GmbH & Co. KG vertrieben, während er in der ČSSR abgewandelt von Tesla erschien.
Der „große Bruder“ des SR1 bzw. MR 609 war der MR 610. Das Spitzenmodell der DDR-Taschenrechner besaß ein ähnliches Gehäuse, hatte aufgrund des größeren Funktionsumfangs aber mehr und etwas kleinere Tasten.